# Ада (Шодоловци)
Ада је насељено место у источној Славонији, у општини Шодоловци, Осјечко-барањска жупанија, Република Хрватска.

## Историја
До нове територијалне организације у Хрватској, налазила се у саставу бивше велике општине Осијек.

### Други свјетски рат
Из колоније Петрова Слатина протерани су сви Срби добровољци и колонисти, а такође и из Аде у општини Маркушице, као и из многих других села. Исто је учињено и са колонистима из осјечког среза.

## Становништво
На попису становништва 2011. године, Ада је имала 200 становника.
| Националност       | 1991.        | 1981.        | 1971.        |
| Срби               | 305 (95,61%) | 273 (77,34%) | 406 (97,13%) |
| Хрвати             | 5 (1,56%)    | 6 (1,69%)    | 9 (2,16%)    |
| Југословени        | 8 (2,50%)    | 69 (19,54%)  | 2 (0,47%)    |
| остали и непознато | 1 (0,31%)    | 5 (1,41%)    | 1 (0,23%)    |
| Укупно             | 319          | 353          | 418          |

## Попис 1991.
На попису становништва 1991. године, насељено место Ада је имало 319 становника, следећег националног састава:
| Попис 1991.‍ | Попис 1991.‍ | Попис 1991.‍ | Попис 1991.‍ | Попис 1991.‍ |
| ----------- | ----------- | ----------- | ----------- | ----------- |
|             |             |             |             |             |
| Срби        | Срби        |             | 305         | 95,61%      |
| Југословени | Југословени |             | 8           | 2,50%       |
| Хрвати      | Хрвати      |             | 5           | 1,56%       |
| Италијани   | Италијани   |             | 1           | 0,31%       |
| укупно: 319 |             |             |             |             |